# 连江镇
连江镇，是中华人民共和国安徽省滁州市定远县下辖的一个乡镇级行政单位。

## 行政区划
连江镇下辖以下地区：
江巷村、连江村、红旗村、三甲村、路陈村、三合村、东风村、郭集村、周岗村、高庙村、李集村和东庄村。